# C. K. Prahalad

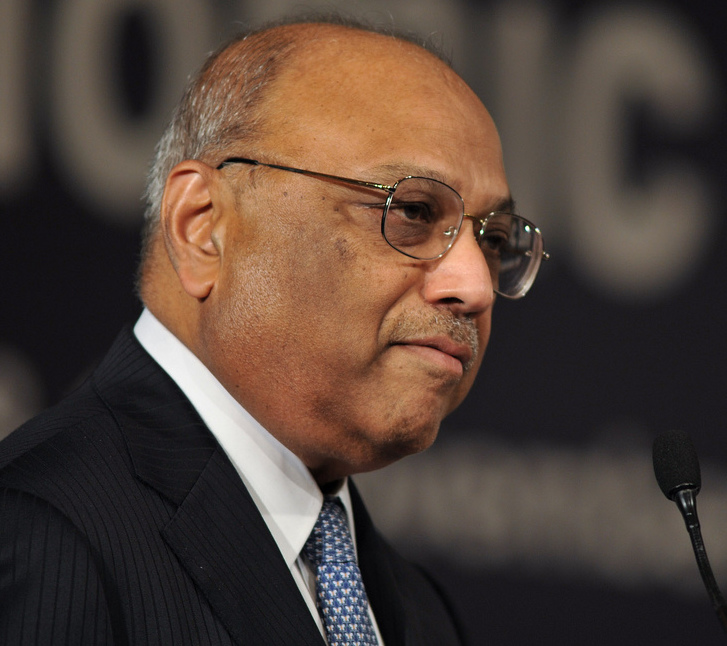
C. K. Prahalad

C. K. Prahalad (Coimbatore Krishnarao Prahalad; * 8. August 1941 in Coimbatore, Indien; † 16. April 2010 in San Diego, USA) war ein indisch-amerikanischer Wirtschaftswissenschaftler. Zuletzt war er als Professor für Unternehmensstrategie an der University of Michigan in Ann Arbor, USA tätig, sowie ein weltweit anerkannter Unternehmensberater und Autor.
Sein wissenschaftlicher Fokus lag auf der Erarbeitung neuer Managementmethoden, der Unternehmensstrategie und der Rolle der Unternehmensführung in multinationalen Unternehmen. Zuletzt beschäftigte er sich unter anderem im Rahmen des von ihm gemeinsam mit Stuart Hart geprägten Konzepts der „Base of the Pyramid“ (auch „Bottom of the Pyramid“) mit Schwellenländern und innovativen Geschäftsmodellen zur Beseitigung der globalen Armut.
Er war der Begründer des „Supporters Dilemma“-Paradigmas.

## Leben
C. K. Prahalad wuchs unter acht Geschwistern als Sohn eines Sanskrit-Gelehrten und Richters im damaligen Madras (heute Chennai) auf. Im Alter von 19 Jahren wurde er von der örtlichen Union-Carbide-Fabrik angestellt und arbeitete dort die nächsten vier Jahre. In dieser Zeit lernte er auch seine spätere Frau Gayatri kennen, die er fünf Jahre später heiratete und mit der er zwei Kinder hat.
Im Anschluss an die Zeit bei Union-Carbide studierte er fünf Jahre am Indian Institute of Management Ahmedabad (IIMA). Zusammen mit seiner Frau ging er danach an die Harvard University, wo er innerhalb von zweieinhalb Jahren seine Promotion im Bereich des multinationalen Managements erfolgreich abschloss. Danach lehrte er für kurze Zeit am IIMA, kehrte jedoch in die Vereinigten Staaten zurück, um eine Stelle als Assistant Professor an der University of Michigan anzunehmen.
Prahalad ist in erster Linie für seine Arbeit im Bereich der Unternehmensstrategie bekannt, insbesondere für die Entwicklung des Konzepts der Kernkompetenz in Zusammenarbeit mit seinem früheren Schüler Gary Hamel. Gegen Ende der 1990er Jahre richtete Prahalad seine Forschung verstärkt auf die Bekämpfung der Armut durch die Schaffung profitabler Arbeit für die Menschen, die am Fuße der Wohlstandspyramide (englisch: bottom of the pyramid) leben, unter Nutzung innovativer Technologien und Methoden.
Prahalad wurde in Umfragen als einer der wichtigsten Forscher im Bereich des Managements angesehen. So bezeichnete ihn das amerikanische Magazin Business Week als brillanten Lehrer […] und vermutlich einflussreichsten Denker im Gebiet der Geschäftsstrategie. 2009 wurde er mit dem Padma Bhushan, dem dritthöchsten indischen Zivilorden, ausgezeichnet.
Prahalad verstarb am 16. April 2010 in San Diego nach kurzer Krankheit an einer Atemwegserkrankung.

## Werke
- mit Gary Hamel: The Core Competence of the Corporation, Harvard Business Review, Mai–Juni, 1990.
- mit Gary Hamel: Competing for the Future, 1994, Harvard Business School Press ISBN 0-87584-416-2 (deutsche Ausgabe: Wettlauf um die Zukunft, 2. Aufl. 1997, Überreuther Wirtschaft, ISBN 3-8323-0318-9).
- Fortune at the Bottom of the Pyramid: Eradicating Poverty Through Profits, Wharton School Publishing 2004, ISBN 0-13-186319-3 (deutsche Ausgabe: Der Reichtum der Dritten Welt. Wie wir die Armut mit Gewinnen besiegen können, Finanzbuch, 2006, ISBN 3-89879-146-7).